# Rue Sellénick
Rue Sellénick , Beim Sängerhaus en alemán, pronunciado Bim Sängerhüss en el dialecto alsaciano, es una calle de Estrasburgo.

## Ubicación y acceso
Comienza en Avenue des Vosges, luego cruza Rue de Phalsbourg y Rue Specklin a la izquierda, luego gira a la derecha por Rue du Général Rapp y Rue Schwendi antes de su cruce con Rue de Bitche.

## Origen del nombre
La calle lleva el nombre en honor al músico Adolphe Sellenick 1826-1893.

## Histórico
Durante la Segunda Guerra Mundial, la Gestapo tuvo allí su cuartel general. Es allí en particular donde el luchador de la resistencia Georges Wodli fue torturado hasta la muerte.

## Edificios notables y lugares de memoria
- Número 5: Palais des Fêtes de Strasbourg
- World ORT
- Restaurant universitaire Laure Weill.
- Edificios art nouveau